# Philippe Fix
Philippe Fix, född 1937 i Grendelbruch i Département Bas-Rhin i Alsace, är en fransk serietecknare och illustratör. I Frankrike är han mest känd som skaparen av den tecknade serien  Chouchou medan han i många andra länder är mer känd som tecknaren av barnbilderboksserien med karaktären Hubert (Séraphin på franska), som han skapade tillsammans med författaren Alain Grée.

## Liv och arbete
Philippe Fix föddes i den lilla staden Grendelbruch i  Alsace. Som ung studerade han vid Ecole des Arts Decoratifs i Strasbourg och på École des Beaux-Arts i Paris. Han började som serietecknare och skapade 1963 figuren "Chouchou", först publicerad i ungdomstidningen Salut les copains. Senare övergick han till att nästan uteslutande illustrera barn- och äventyrsböcker. 
Böckerna med Hubert gavs i Sverige först ut på Folket i Bilds förlag och återutgavs senare av bokförlaget Opal som även givit ut andra böcker med Philippe Fix.

## Utmärkelser (urval)
- Prix Loisirs Jeunes 1968.
- Diplôme d'honneur H.C. Andersen, 1990.

## Arbeten som illustratör av barnböcker (urval)
| Originaltitel                            | Utgiven | Svensk titel                                                       | Utgiven |
| ---------------------------------------- | ------- | ------------------------------------------------------------------ | ------- |
| Le merveilleux chef-d'oeuvre de Séraphin | 1967    | Huberts fantastiska uppfinningar                                   | 1969    |
| Séraphin contre Séraphin                 | 1968    | Hubert och dubbelgångarna                                          | 1968    |
| Défense de lire Séraphin                 | 1968    | Förbjudet att läsa Hubert                                          | 1971    |
| L'éléphant rose à pois d'or              | 1970    | En skär elefant med guldprickar på                                 | 1971    |
| Le kangourou à la poche percée           | ?       | Kängurun som hade hål i fickan                                     | 1971    |
| ?                                        | ?       | Alexander och trollmusen                                           | 1972    |
| Le livre des géants ingénus              | 1972    |                                                                    |         |
| Popcorn L'Hippoporhinos                  | 1973    | Flodhörningen Popcorn: flera äventyr med Gil, Bruno och Citronelle | 1973    |
| ?                                        | ?       | Mumps och Tilli reser med tidmaskinen                              | 1977    |